# Maximilian Felix Wolff-Metternich zur Gracht
Maximilian Felix Marie Walburg Hubert Reichsgraf Wolff-Metternich (zur Gracht) (* 24. September 1814 in Köln; † 24. November 1871 auf Schloss Gymnich) war ein deutscher Rittergutsbesitzer und Politiker.

## Leben
Wolff-Metternich zur Gracht war der Sohn von Max Werner Joseph Anton Wolff-Metternich zur Gracht (* 30. Oktober 1770 in Bonn; † 2. März 1839 in Schloss Gracht) und dessen Ehefrau Maria Mathilde Walburga Freiin von Wenge zu Beck (* 4. Juli 1786 auf Schloss Beck; † 1. April 1869 auf Schloss Gracht). Levin Wolff-Metternich zur Gracht (* 9. November 1811 in Köln; † 29. Oktober 1869 in Lippspringe) war sein älterer Bruder. Er war katholisch und heiratete am 5. Mai 1840 Hermengilde Gräfin von Bocholtz-Assenburg (* 11. April 1819 in Hinneburg; † 13. Juni 1872 auf Burg Gymnich).
Der damals noch unmündige Max Felix Graf Wolff Metternich zur Gracht beerbte 1824 seine Großtante Johanna Freiin von Gymnich, Tochter von Karl Otto Ludwig Theodat von und zu Gymnich und Letzte ihrer Familie, und erwarb so im Rheinland das Schloss Gymnich und das Schloss Nörvenich. Bis zu seiner Volljährigkeit lagen die Geschäfte in der Hand seines Vaters Max Werner Reichsgraf Wolff-Metternich. Während sein älterer Bruder seinen Sitz auf Schloss Gracht nahm, lebte Max Felix auf Schloss Gymnich und der Namenszusatz „zur Gracht“ wurde selten gebraucht.
Er wurde königlich preußischer Kammerherr und Devotionsritter des souveränen Malteserordens. 1852 wurde er als stellvertretender Abgeordneter zum Provinziallandtag der Rheinprovinz im Stand der Ritterschaft in den Regierungsbezirken Koblenz/Trier/Köln gewählt. Er wurde von 1852 bis 1856 als Stellvertreter einberufen und nahm an den Landtagen teil. Danach war er von 1858 bis 1871 gewählter Abgeordneter (wobei er bei den Landtagen 1861, 1864 und 1865 verhindert war).
Im Deutsch-Französischen Krieg nahm er als Sanitäter teil.